# جامعة توكاي
جامعة توكاي (باليابانية: 東海大学) هي إحدى الجامعات الخاصة في اليابان. تقع في مدينة طوكيو. تأسست سنة 1942م على يد الدكتور «شيجيكيتشي ماتسوماي».

## وصلات خارجية
- الموقع الجامعة الرئيسي